# 겐로쿠 요란
《겐로쿠 요란》(일본어: 元禄繚乱 겐로쿠료란[*])는 1999년 1월 10일부터 12월 12일까지 방송된 NHK의 38번째 대하드라마이다. 주연은 5대 나카무라 칸쿠로.

## 등장인물

### 오오이시 가문
오오이시 쿠라노스케 - 5대 나카무라 칸쿠로

### 아코 47사
호리베 야스베 - 아베 히로시

### 아코 아사노 가문
아사노 타쿠미노카미 - 히가시야마 노리유키

아사노 다이가쿠 - 아카사카 아키라

### 그 외의 아코 번사
신도 겐시로 - 에모토 아키라

### 고케 키라·요네자와 우에스기 가문
키라 코즈케노스케 - 이시자카 코지

토미코 - 나츠키 마리

키라 요시치카 - 타키자와 히데아키 (아역 - 타니노 오타)

우에스기 츠나노리 - 타쿠마 신

### 쇼군 도쿠가와 가문
도쿠가와 츠나요시 - 하기와라 켄이치

케이쇼인 - 쿄 마치코

타카츠카사 노부코 - 스즈카제 마요

오덴노가타 - 스즈키 사와

오스케 - 히라사와 카야

토키와이 - 카와노 미유키

도쿠가와 이에츠나 - 호리우치 마사미

츠루히메

도쿠가와 토쿠마츠 - 타케하라 이사무

코시지 - 아치와 사토미

### 야나기사와 가문
야나기사와 요시야스 - 무라카미 히로아키
(야나기사와 야스아키 → 야나기사와 요시야스)

### 막부
센고쿠 호키노카미 히사나오 - 타키타 사카에

아라키 쥬자에몬 - 니시오카 토쿠마

마키노 빈고노카미 나리사다 - 콘도 마사오미

홋타 치쿠젠노카미 마사토시 - 무라이 쿠니오

사카이 우타노카미 타다키요 - 사가와 테츠로

츠치야 사가미노카미 마사나오 - 신스이 산쇼

오기와라 오우미노카미 시게히데 - 마스 타케시

이나바 이와미노카미 마사야스 - 혼다 히로타로

츠치야 치카라 미치나오 - 하기와라 나가레

오카도 텐파치로 - 나마세 카츠히사

쇼다 시모사노카미 - 호타루 유키지로

카지카와 요소베 - 오카야마 하지메

오오쿠보 카가노카미 타다토모 - 카미야마 히로시

아베 분고노카미 마사타케 - 카치 야스유키

오가사와라 사도노카미 나가시게 - 무네치카 하루미

이나바 단고노카미 마사미치 - 마키구치 모토미

사나다 노부오토 - 아베 사다오

우치다 사부로에몬 - 이시이 켄이치

사카키바라 우네메 - 마츠이 노리오

아구리 - 와타나베 에리

야스코 - 무쿠노키 미와

류코 - 사사이 에이스케

료켄

시나 - 쿠보 아키라

### 다이묘
호소카와 엣추노카미 츠나토시 - 스가와라 분타

타무라 사쿄다이후 타츠아키 - 키타무라 소이치로

토다 우네메노카미 우지사다 - 이소베 츠토무

다테 사쿄노료 무네하루 - 나가모리 에이지

히지카타 이치노카미 카츠토요 - 쿠사미 준페이

와키사카 아와지노카미 야스테루 - 히사토미 코레하루

사나다 이가노카미 노부토시 - 쿠사나기 료이치

카토 엣추노카미 아키히데 - 시카우치 타카시

토도 이즈미노카미 타카히사 - 토도 신지

야마우치 다이젠노료 토요아키라 - 오오이시 케이타

나베시마 셋쓰노카미 나오유키 - 이시즈카 히데히코

키노시타 히고노카미 킨사다 - 토리키 모토히로

혼조 아키노카미 스케토시 - 사이키 시게루

### 제번 무사
오카지마 타다츠구 - 요시다 에이사쿠

### 에도 사람들
하나부사 잇쵸 - 카타오카 츠루타로

### 그 외
코벤 법친왕 - 나카무라 하시노스케

## 같이 보기
| NHK 대하드라마                          | NHK 대하드라마                    | NHK 대하드라마                                |
| 이전 작품                               | 작품명                            | 다음 작품                                     |
| --------------------------------------- | --------------------------------- | --------------------------------------------- |
| 도쿠가와 요시노부（徳川慶喜）〔1998년〕 | 겐로쿠 요란（元禄繚乱）〔1999년〕 | 아오이 도쿠가와 삼대（葵 徳川三代）〔2000년〕 |